# Omar Bakri Muhammad
Pour les articles homonymes, voir Bakri.
Omar Bakri Muhammad (né en 1958 en Syrie) est un imam radical, considéré jusqu'en 2005 comme un des leaders du mouvement islamiste britannique.
Après les attentats du 11 septembre 2001, Bakri encensa les terroristes et leur donna le nom de « magnifiques » ; il se rapprocha d'Al-Qaïda et en adopta la rhétorique. Les médias britanniques l'accusèrent d'endoctriner et d'inciter les musulmans britanniques au terrorisme.
En 2004, il dissout le mouvement islamiste Al-Muhajiroun qu'il avait cofondé avec Anjem Choudary, déclarant que « tous les musulmans devraient s'unir contre un monde occidental hostile ». Devenu résident libanais et banni de Grande-Bretagne, il est aujourd'hui soupçonné d'être à la tête de l'organisation islamiste Al Ghurabaa.
En juillet 2006, à la suite de l'offensive israélienne au sud-Liban, il tente  d'embarquer sur un bateau de la Royal Navy afin d'être évacué vers le Royaume-Uni, sans succès. Il fait également une demande par écrit à l'ambassade britannique où il implore le gouvernement britannique de « venir le secourir de la violence du sud-Liban pour le bien de sa famille ».
En 2007, il est cité par le journaliste Fabrice de Pierrebourg comme ayant tenu des propos menaçants contre le Canada.
Condamné en 2015 au Liban pour terrorisme, il purge sa peine jusqu'à sa libération en mars 2023.